# Lilla Själö
Lilla Själö är en ö i Finland, 350 meter nordväst om Själön, knappa 20 kilometer sydost om Ekenäs centrum. Den ligger i Finska viken i Ekenäs skärgård och i kommunen Raseborg i den ekonomiska regionen  Raseborg i landskapet Nyland, i den södra delen av landet. Ön ligger omkring 74 kilometer väster om Helsingfors.
Öns area är 1,6 hektar och dess största längd är 220 meter i sydväst-nordöstlig riktning.

## Klimat
Inlandsklimat råder i trakten. Årsmedeltemperaturen i trakten är 5 °C. Den varmaste månaden är september, då medeltemperaturen är 14 °C, och den kallaste är januari, med −5 °C.